# 다요 우파메카노
다요 우파메카노(프랑스어: Dayot Upamecano)로 잘 알려진 다요창퀼 오스왈드 우파메카노(프랑스어: Dayotchanculle Oswald Upamecano, 1998년 10월 27일 ~ )는 프랑스의 축구 선수로 포지션은 중앙 수비수이다. 현재 분데스리가의 FC 바이에른 뮌헨과 프랑스 축구 국가대표팀에서 활동하고 있다.

## 어린 시절
다요 우파메카노는 1998년 프랑스 월드컵이 열린 해인 1998년 10월 27일, 노르망디의 도시 에브뢰에서 기니비사우에서 프랑스로 이민을 간 이민자 가정에서 6넘매 중 장남으로 태어났다. 다요의 아버지는 자신의 고향 기니비사우 제타섬의 촌장이자 다요의 증조부인 '다요트샹쿨르(포르투갈어: Dayotchanculle)'의 이름을 지어주었다. 우파메카노는 15살에 말더듬증과 난독증을 치료하기 위해 언어병리학 치료를 받았고 이로 인해 과묵하고 부끄럼이 많은 성격을 가지게 되었다.
우파메카노는 어린 시절 에브뢰의 축구 클럽 에브뢰 FC 27에서 우스만 뎀벨레와 같은 아프리카계 이민자 가정의 청소년들과 함께 축구를 시작했다. 그는 다양한 포지션들을 뛴 후 자신의 포지션을 센터백으로 고정했으며 2013년, 에브리를 떠나 발랑시엔의 유소년 팀에 입단했다. 그는 세르히오 라모스의 수비 실력을 보며 자신의 수비 스타일을 개발했으며 동료들을 포함한 주변 사람들에게 어린 시절부터 성인의 신체 능력을 가지고 있다는 평가를 들었다.

## 구단 경력

### 레드불 잘츠부르크

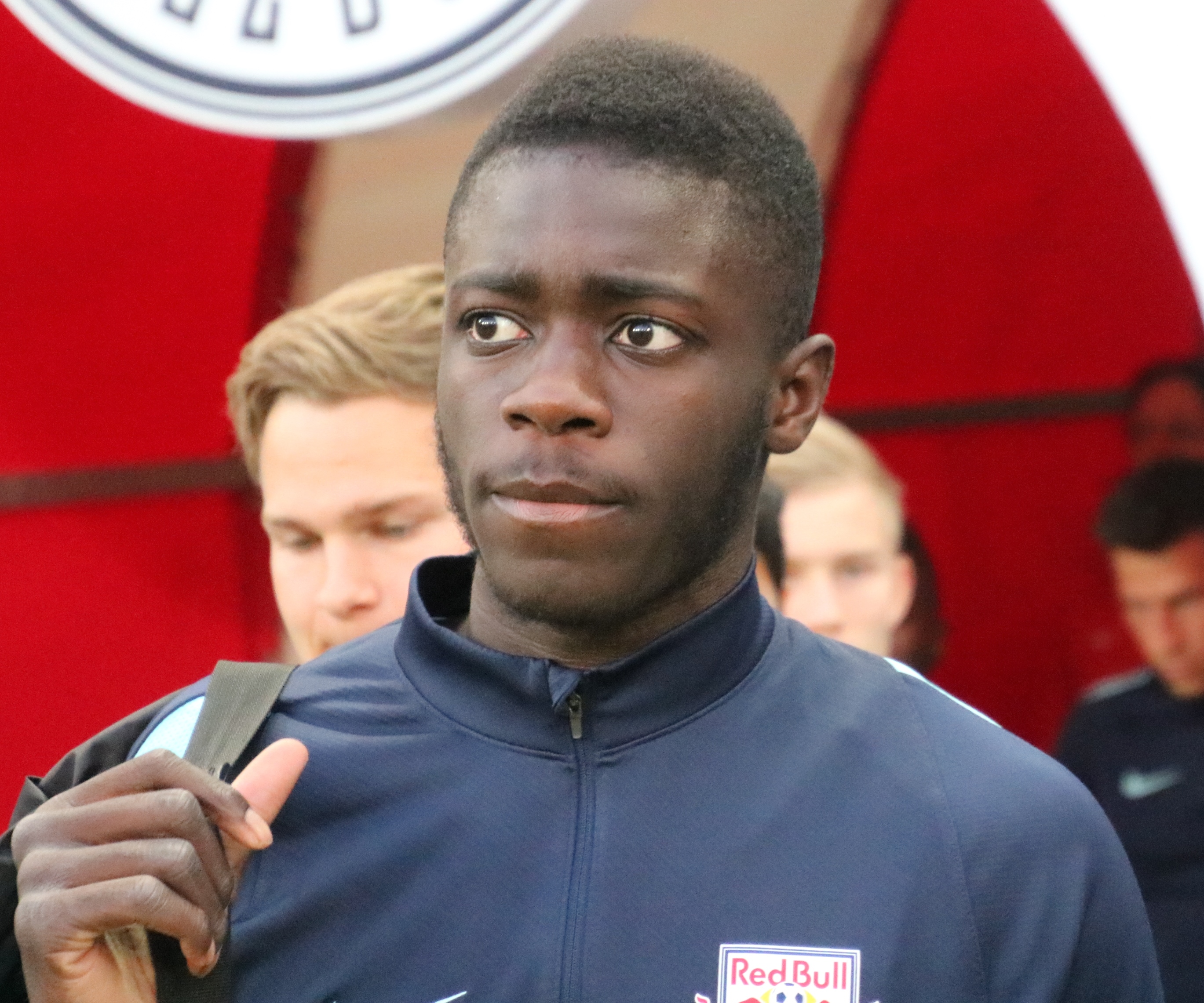

맨체스터 유나이티드를 비롯한 여러 주요 유럽 구단들의 관심을 받은 우파메카노는 2015년 7월 220만 유로의 이적료에 레드불 잘츠부르크에 합류했다. 그는 2015년 7월 29일 말뫼 FF와의 UEFA 챔피언스리그 경기에서 교체 선수로 활약했다. 그는 이틀 후 장크트 푈텐과의 리그 경기에서 레드불의 리저브 팀인 FC 리퍼링소속으로 프로 데뷔전을 치렀다. 2016년 3월 19일, 그는 레드불 잘츠부르크 소속으로 SV 마터스부르크를 2-1로 꺾고 리그 데뷔전을 치렀다.
2016-17 시즌 전반기에 우파메카노는 리그와 유로파리그 경기 모두에서 주전 선수로 활약하며 팀의 상승세에 기여했다.

### RB 라이프치히

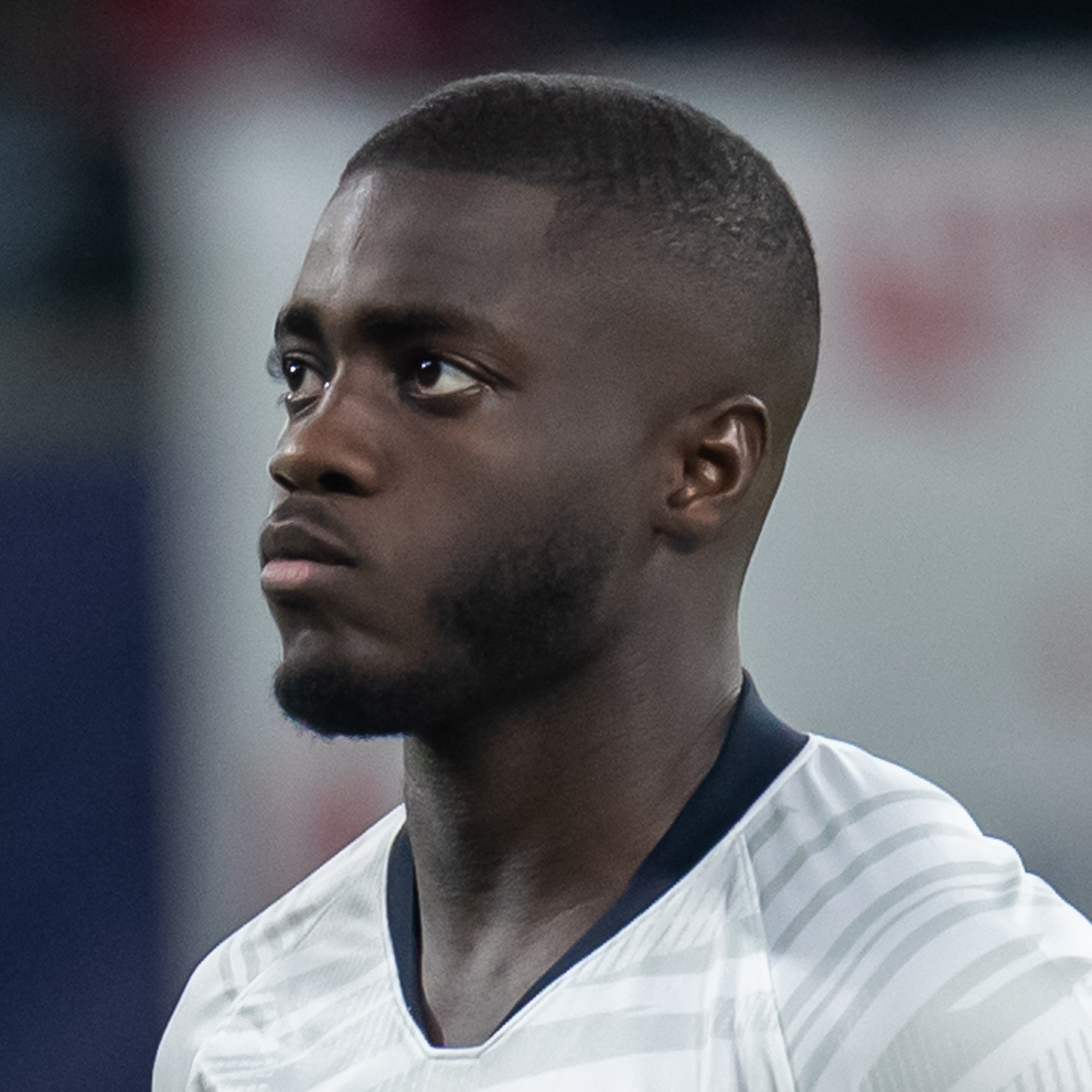

2017년 1월 13일, 우파메카노는 RB 라이프치히에 합류했다. 2017년 2월 4일, 그는 랄프 하센휘틀 감독의 지휘 하에 보루시아 도르트문트를 상대로 1-0으로 패한 경기에서 분데스리가 데뷔전을 치렀다. 2017년 9월 13일, 그는 모나코와의 1-1 무승부를 경기에 출전하면서 챔피언스리그 데뷔전을 치렀다.2018년 2월 9일, 그는 아우크스부르크를 상대로 2-0 승리를 거둔 경기에 첫 골을 기록했다. 2018년 7월 2일, 그는 2018 골든 보이 최종 후보에 오르는 영광을 안았다.
2020년 7월 31일, 우파메카노는 2023년까지 새로운 계약을 체결했다. 2019-20 시즌에 그는 율리안 나겔스만 감독의 지휘 하에 RB 라이프치히와 함께 챔피언스리그 준결승에 진출했다.

### 바이에른 뮌헨
2021년 2월 14일 바이에른 뮌헨은 우파메카노와 2021년 7월 1일부터 2026년 6월 30일까지 유효한 5년 계약을 체결했음을 발표했다. 바이에른 뮌헨은 우파메카노의 영입을 위해 RB 라이프치히에 우파메카노의 바이아웃 금액 4250만 유로를 지불했다.

#### 22-23 시즌
2023년 3월 20일, 우파메카노는 바이에른 뮌헨과 바이어 레버쿠젠의 22-23시즌 분데스리가 25라운드에서 3-3-2-2 포메이션의 중앙 수비수에 선발출전했다. 71분 페널티 에이리어 안에서 아민 아들리에게 한 태클에 파울이 선언되어 옐로카드를 받았고, 비디오 판독 결과 페널티킥이 선언되었다. 이후 73분 에세키엘 팔라시오스가 바이어 레버쿠젠의 두 번째 페널티킥이자 역전골을 넣으며 우파메카노는 바이어 레버쿠젠의 분데스리가 25라운드 승리에 기여했다.
2023년 4월 28일, 바이에른 뮌헨은 우파메카노가 4월 27일 햄스트링 부상을 당해 2주 동안 경기에 나서지 못하게 되었다고 발표했다.
2023년 5월 8일, 우파메카노는 부상에서 회복 중인 루카스 에르난데스, 파울 바너, 에리크 막심 슈포모팅과 함께 추가 훈련을 수행했고 5월 9일 팀 훈련에 복귀했다.

## 국가대표 경력

### UEFA 유로 2024 예선
2023년 3월 16일, 우파메카노는 2023년 3월 24일, 27일에 네덜란드와 아일랜드와의 UEFA 유로 2024 예선에 참가하는 프랑스 축구 국가대표팀 선수들 명단에 발탁되었다. 3월 24일, 우파메카노는 프랑스와 네덜란드의 UEFA 유로 2024 예선 B조 1차전에서 선발로 출전해 8분 야스퍼 실러선이 손으로 걷어낸 앙투안 그리즈만의 프리킥을 몸으로 공의 방향을 바꿔 걷어낸 공을 골문 안으로 밀어넣으며 프랑스의 두 번째 골을 만들었다. 이후 94분, 바우트 베호르스트를 막는 과정에서 파울을 범해 옐로카드를 획득했고 네덜란드에 페널티킥을 제공했다.
3월 27일, 우파메카노는 프랑스와 아일랜드와의 UEFA 유로 2024 예선 B조 2차전에 선발 출전했다.

## 출전 통계
| 클럽          | 시즌    | 리그 | 리그 | 컵   | 컵   | 대륙 | 대륙 | 기타 | 기타 | 합계 | 합계 |
| 클럽          | 시즌    | 출전 | 득점 | 출전 | 득점 | 출전 | 득점 | 출전 | 득점 | 출전 | 득점 |
| ------------- | ------- | ---- | ---- | ---- | ---- | ---- | ---- | ---- | ---- | ---- | ---- |
| 리퍼링        | 2015-16 | 16   | 0    |      |      |      |      |      |      | 16   | 0    |
| 잘츠부르크    | 2015-16 | 2    | 0    |      |      |      |      |      |      | 2    | 0    |
| 잘츠부르크    | 2016-17 | 15   | 0    | 1    | 0    | 5    | 0    |      |      | 21   | 0    |
| 라이프치히    | 2016-17 | 12   | 0    |      |      |      |      |      |      | 12   | 0    |
| 라이프치히    | 2017-18 | 28   | 3    | 2    | 0    | 11   | 0    |      |      | 41   | 3    |
| 라이프치히    | 2018-19 | 15   | 0    | 3    | 0    | 4    | 0    |      |      | 22   | 0    |
| 라이프치히    | 2019-20 | 28   | 0    | 2    | 0    | 8    | 0    |      |      | 38   | 0    |
| 라이프치히    | 2020-21 | 29   | 1    | 5    | 0    | 7    | 0    |      |      | 41   | 1    |
| 바이에른 뮌헨 | 2021-22 | 28   | 1    | 1    | 0    | 8    | 0    | 1    | 0    | 38   | 1    |
| 바이에른 뮌헨 | 2022-23 | 29   | 0    | 3    | 1    | 10   | 0    | 1    | 0    | 43   | 1    |
| 바이에른 뮌헨 | 2023-24 | 22   | 1    |      |      | 7    | 0    | 1    | 0    | 30   | 1    |

## 수상 내역

#### 바이에른 뮌헨
- 분데스리가 : 2021-22, 2022-23
- DFL 슈퍼컵 : 2021, 2022

#### 프랑스
- UEFA U-17 유로 : 2015
- UEFA 네이션스리그 : 2020-21

### 개인
- UEFA U-17 유로 대회 베스트[26] : 2015
- VDV 올해의 팀 : 2020–21, 2022–23
- ESM 올해의 팀 : 2019-20
- UEFA 챔피언스리그 시즌의 스쿼드 : 2019-20
- 키커 랑리스테 : IK 3회